# Hypobleta cymaea
Hypobleta cymaea är en fjärilsart som beskrevs av Turner 1908. Hypobleta cymaea ingår i släktet Hypobleta och familjen nattflyn. Inga underarter finns listade i Catalogue of Life.